# 五反田站
五反田站（日语：／ Gotanda eki */?）是位於日本東京都品川區東五反田一丁目與二丁目，屬於東日本旅客鐵道（JR東日本）、東急電鐵（東急）、東京都交通局（都營地下鐵）的鐵路車站。

## 历史

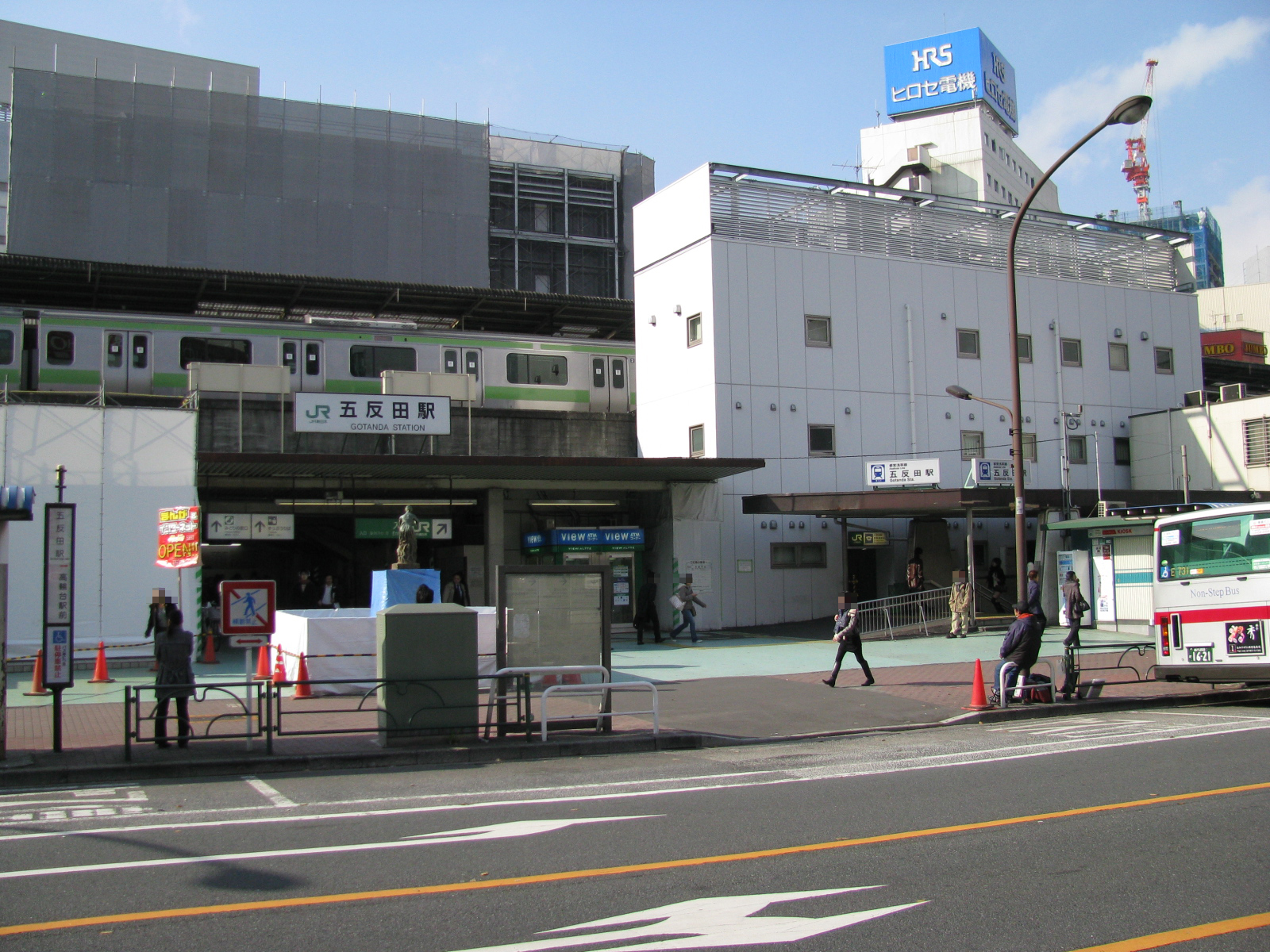
改建前的五反田站

- 1911年（明治44年）10月15日：鐵道院山手線五反田站開業。
- 1928年（昭和3年）6月17日：池上電氣鐵道（現東急池上線）五反田站開業。
- 1945年（昭和20年）5月24日：太平洋戰爭時被美軍空襲，造成站房全毀。
- 1968年（昭和43年）11月15日：都營地下鐵1號線五反田站開業。
- 1978年（昭和53年）7月1日：都營地下鐵1號線改名淺草線。
- 1987年（昭和62年）4月1日：國鐵分割民營化，本站由JR東日本接手管理。
- 2000年（平成12年）3月1日：JR東日本與東急的連絡通道啟用自動驗票閘門[1]。
- 2001年（平成13年）11月18日：智慧卡系統Suica正式投入服務。
- 2007年（平成19年）3月18日：東急、都營地下鐵車站啟用IC卡「PASMO」。
- 2012年（平成24年）：五反田站東急、JR連絡通道設置電扶梯與電梯。
- 2015年（平成27年）3月28日：山手線月台門啟用（山手線第18個啟用的車站）。[2]
- 2021年（令和3年）
  - 3月12日：綠窗口營業結束[3][4]。
  - 4月30日：東急電鐵定期票售票處關閉。[5]
- 2022年2月1日：JR東日本車站成為業務委託車站。[6]
- 2025年3月20日：池上線月台門啟用。[7]

### 站名由來
1911年，官設鐵道在荏原郡大崎町上大崎字子之神（現地）開設車站，選擇以近鄰下大崎的字、已形成市區的五反田（現在品川區東五反田一、二丁目一部分）作為站名。
五反田意為「五反之田」（一反約992平方公尺）。

## 車站構造

### JR東日本
本站是島式月台1面2線的高架車站。月台位於轉彎處，車站下方有國道1號線通過。剪票口有JR管轄的一樓剪票口與東急管轄的東急五反田大樓口兩處。
2010年，站內進行改良工程。付費區內的廁所與剪票口外的綠色窗口、自動售票機皆進行更新，月台與1樓剪票口之間新設電梯。
2008年（平成20年）3月14日，車站西側直通的複合商業設施「atre vii五反田」開幕，吸引高級超市「成城石井」與餐飲店進駐。而付費區內也開設藥妝店，剪票口外正面（月台下方）開設NewDays與麵包店。
2020年，五反田站東口複合發展項目落成，命名為「atre 五反田2」，位於西側的「atre vii五反田」則更名為「atre 五反田1」。
東急五反田大樓口的自動售票機為東急樣式。因此，在此購入JR站入場券會得到一張寫為「精算書」的紙張。

#### 月台配置
| 月台 | 路線   | 方向 | 目的地               |
| ---- | ------ | ---- | -------------------- |
| 1    | 山手線 | 內環 | 品川、東京、上野方向 |
| 2    | 山手線 | 外環 | 澀谷、新宿、池袋方向 |

（來源：JR東日本:車站構內圖（页面存档备份，存于））

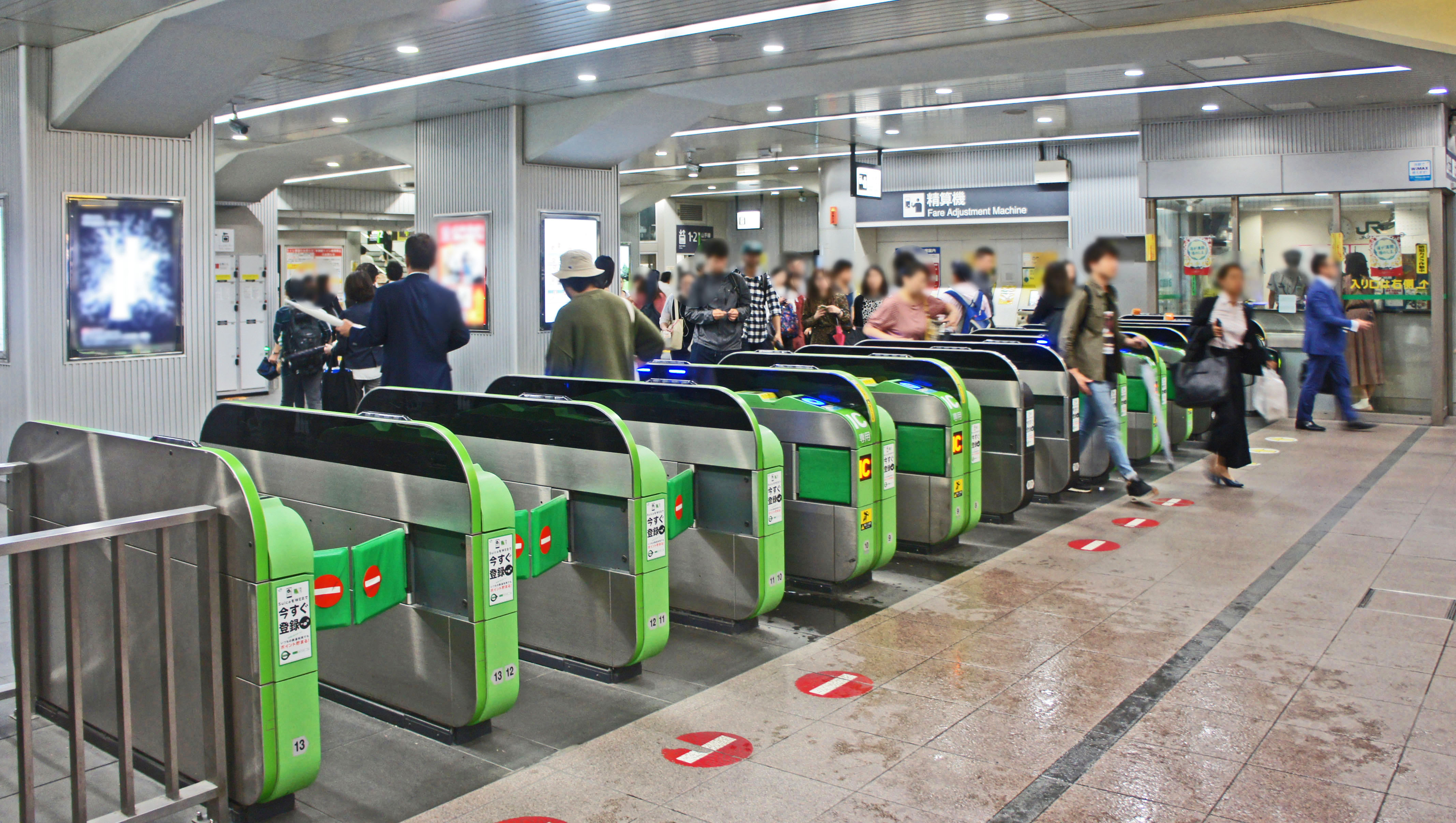
中央閘口（2019年9月）
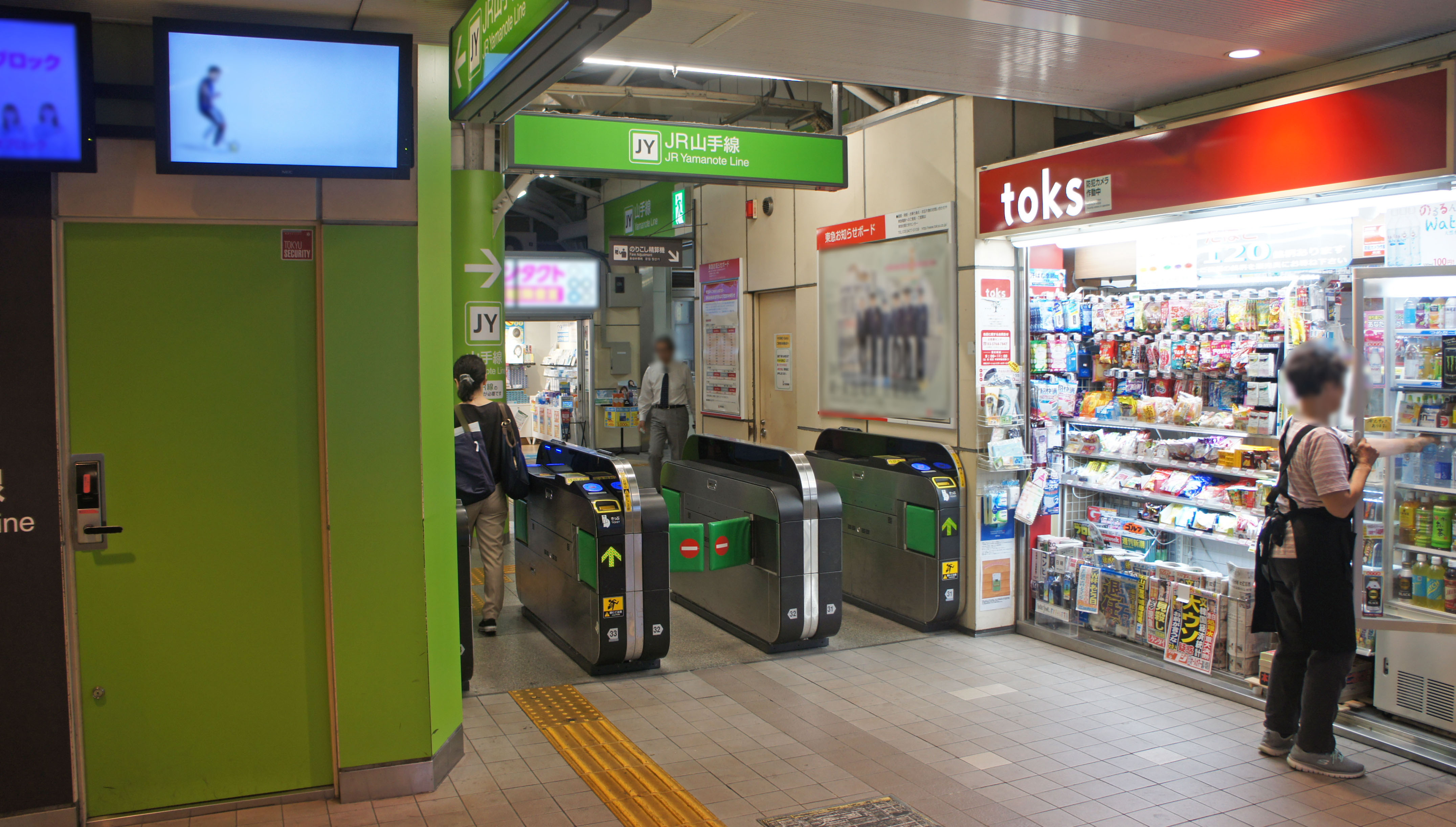
東急五反田大樓口閘口（2019年9月）
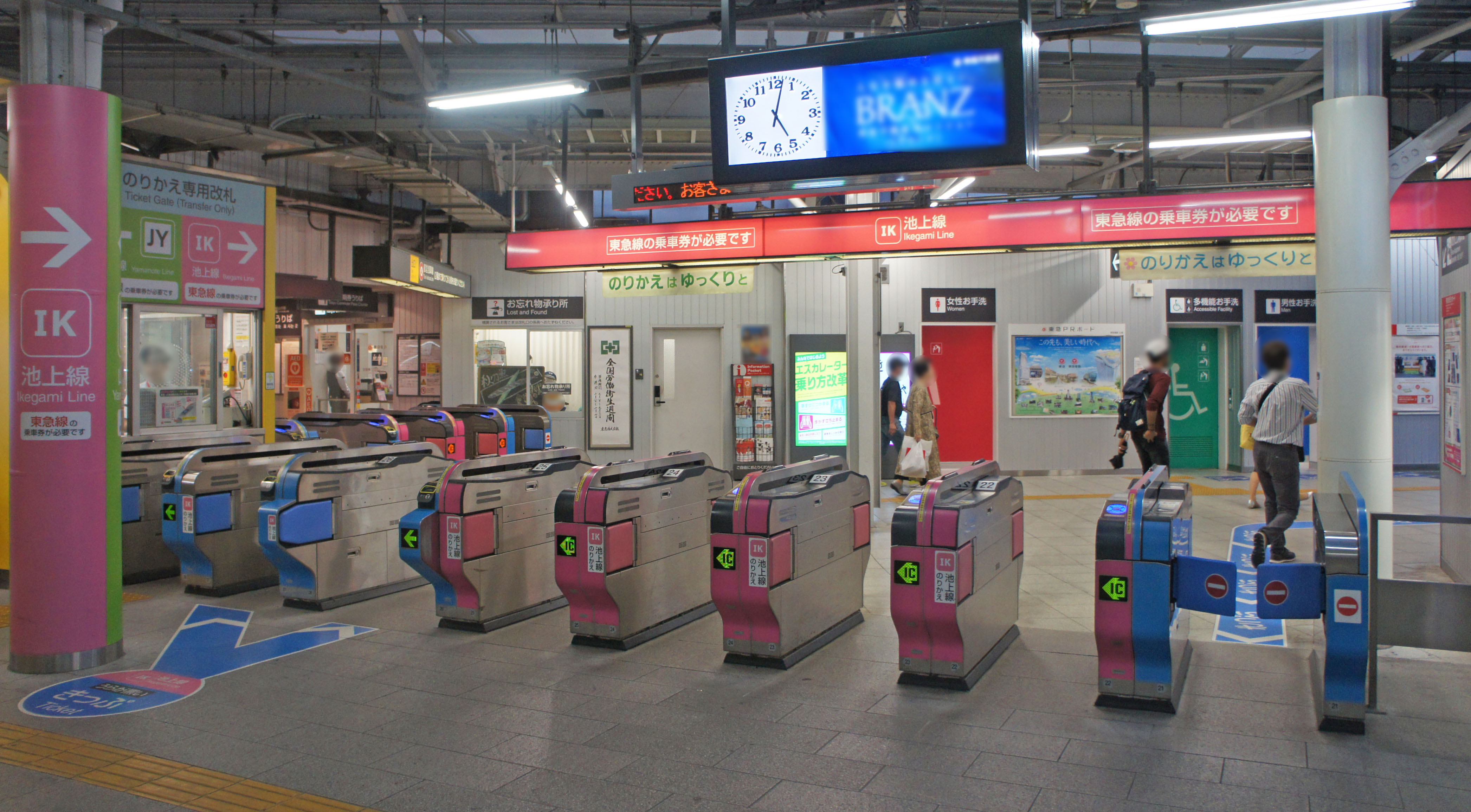
JR、東急轉乘閘口
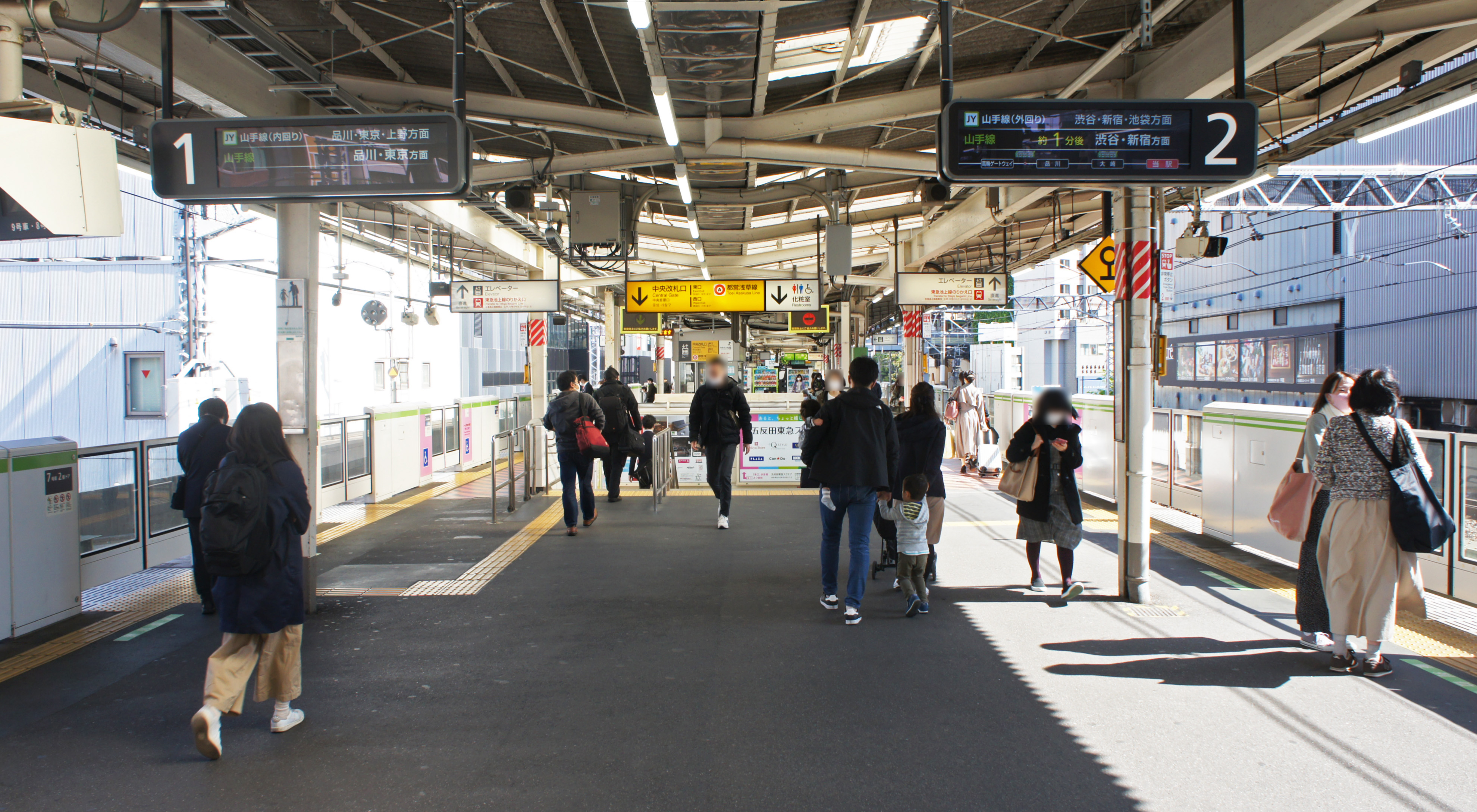
月台（2021年4月）

#### 發車音樂
JR東日本多座車站使用的《Cielo Estrellado》，本站是首座導入站。另外，導入當時的1號線也使用同音樂，後因避免乘客誤乘於1996年（平成8年）2月14日將1號線音樂改為《JR-SH2-1》。
| 1 | JY | JR-SH2-1         |
| 2 | JY | Cielo Estrellado |

### 東急電鐵
本站為島式月台1面2線的高架車站。月台位於比山手線更高的位置。
車站與車站大樓東急五反田大樓（地上9層，地下2層）一體化，4樓直通池上線月台。身障人士可使用東急五反田大樓內的電梯前往。該大樓於2008年（平成20年）4月23日起全面整修，之後以購物中心「remy gotanda（レミィ五反田）」重新開幕。主題為「PleasantWalk」（宜人的開放步道），連通車站的4樓採用挑高方式打通5樓，因此東急store縮小為1至3樓。
池上線 - 山手線間的連絡通道在過去僅有階梯，2012年8月底全面啟用電扶梯與電梯，完成無障礙化。
原先池上線的終點站為下一站大崎廣小路站，與本站採用步行轉乘。而且當時池上電氣鐵道有計畫跨越山手線延伸，因此本站比高架的大崎廣小路站更高。1960年代中期規劃東急泉岳寺線時，曾考慮廢除池上線部分區間，並將本站從高架轉為地下，線籍改為泉岳寺線，之後因計畫變更中止泉岳寺線建設計畫，本站維持高架車站構造。
蒲田站發往五反田站的末班車到達本站後，會停放至隔天作為往蒲田站的始發列車。

#### 月台配置
| 月台 | 路線   | 目的地                     |
| ---- | ------ | -------------------------- |
| 1、2 | 池上線 | 旗之台、雪谷大塚、蒲田方向 |

（來源：東急電鐵:車站構內圖（页面存档备份，存于））

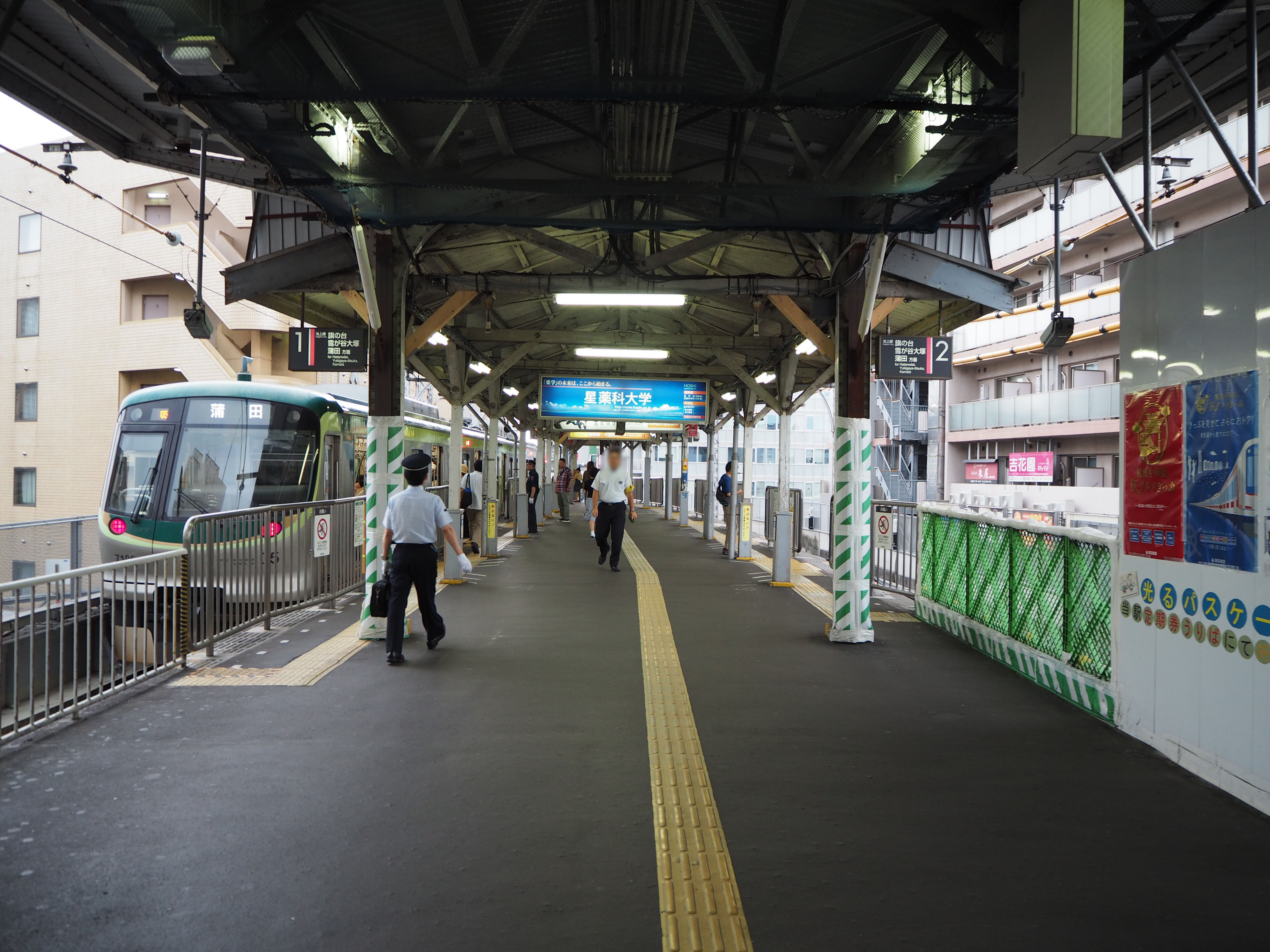
東急月台（2016年7月16日）

### 東京都交通局
本站為島式月台1面2線的地下車站。剪票口層與月台之間、近JR五反田站的「A3」出入口與大廳之間設有電梯與電扶梯。副站名為「立正大學前」。
當初曾規劃先行通車至本站，因此戶越方向可增設剪式橫渡線，但至今仍未裝設。
作為大門站管區五反田站務區的所在站，本站管理淺草線西馬込站 - 三田站間各站。
本站除了定期券售票處（委託給東京都營交通協力會），月台還有商店「merci」。

#### 月台配置
| 月台 | 路線   | 目的地                                                       |
| ---- | ------ | ------------------------------------------------------------ |
| 1    | 淺草線 | 中延、西馬込方向                                             |
| 2    | 淺草線 | 押上、京成本線、北總線、成田機場、（泉岳寺轉乘）京急本線方向 |

（來源：都營地下鐵:車站構內圖（页面存档备份，存于））

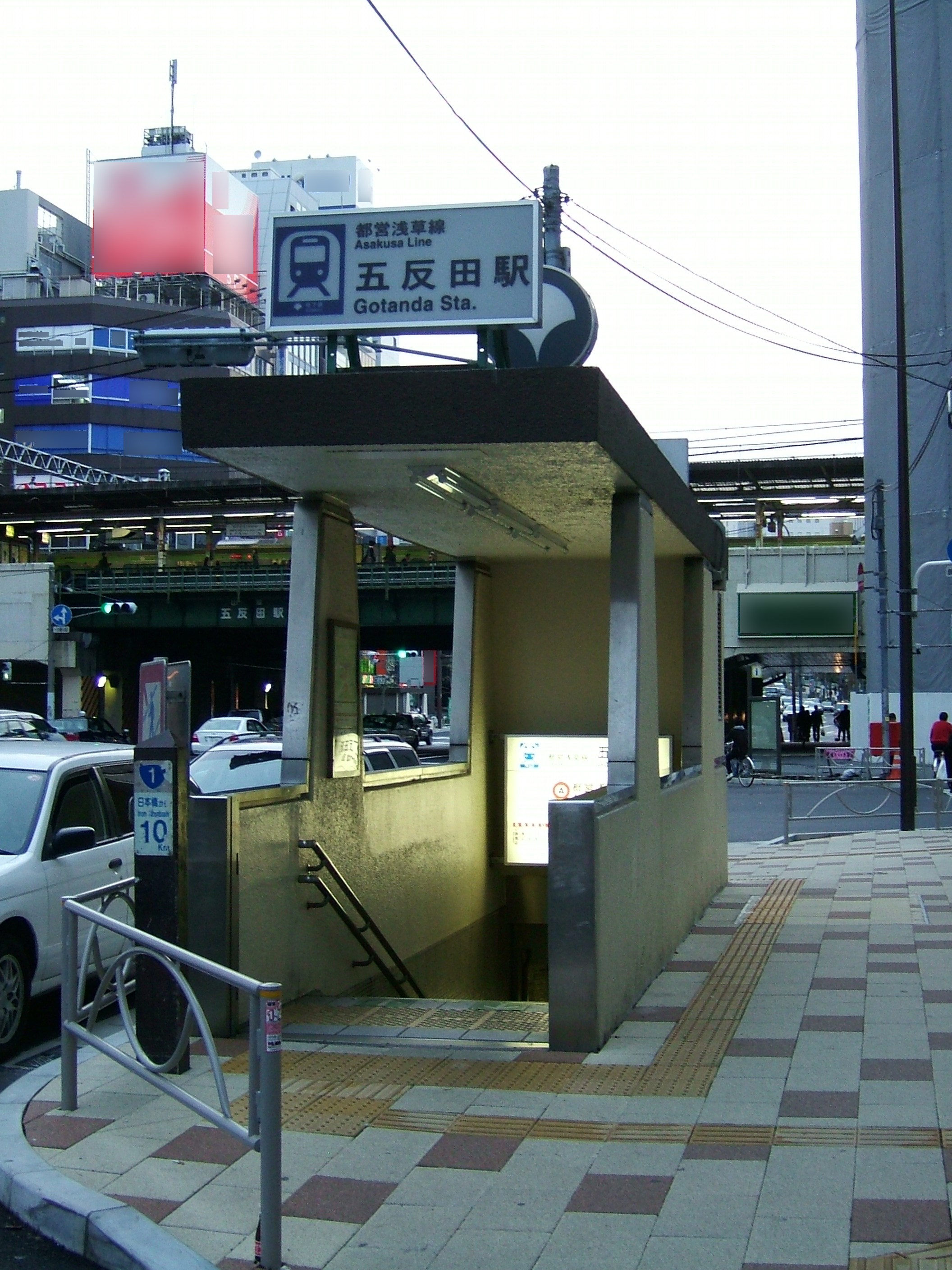
淺草線地上出口（2007年11月11日）
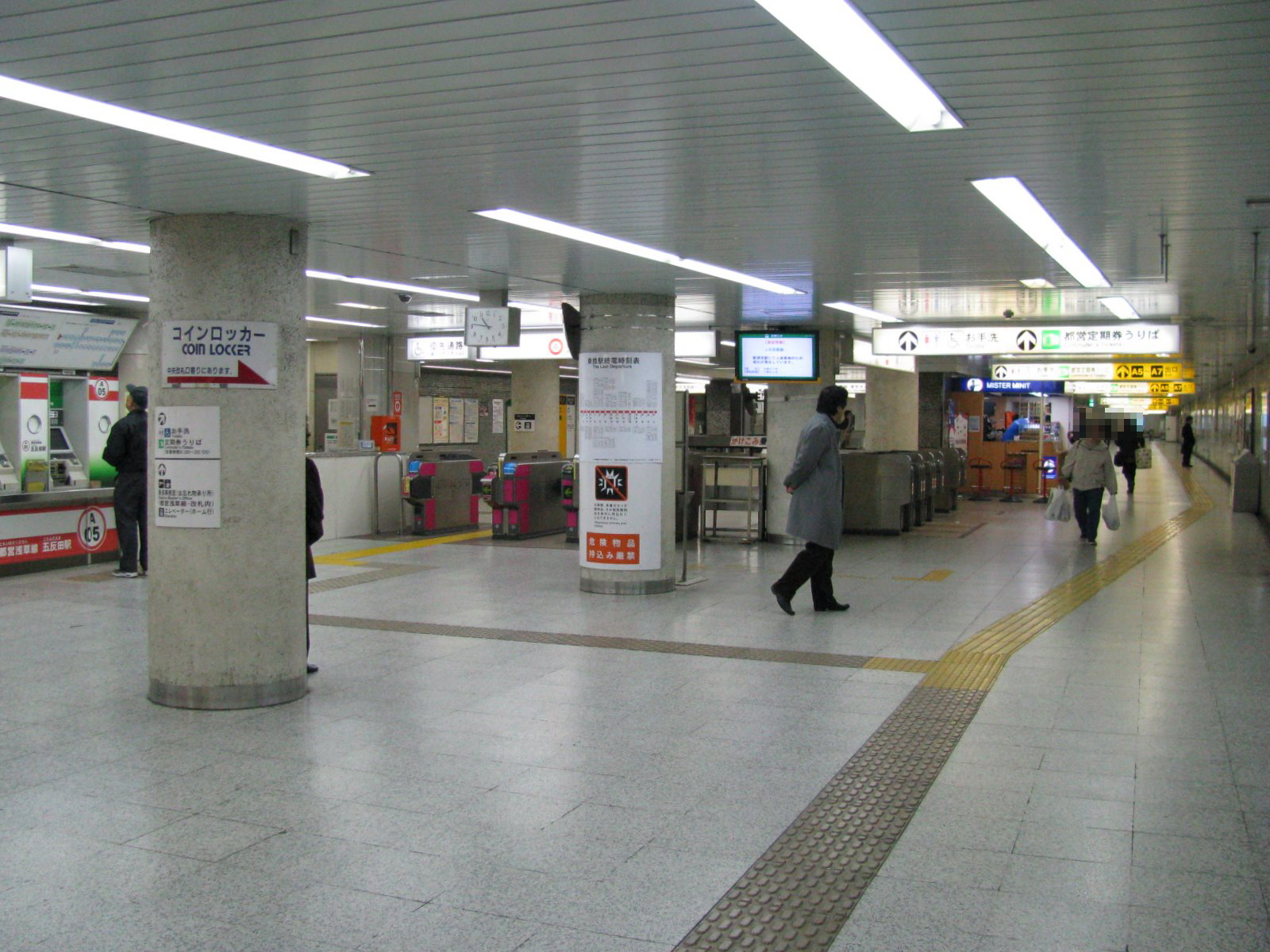
淺草線剪票口（2007年12月1日）
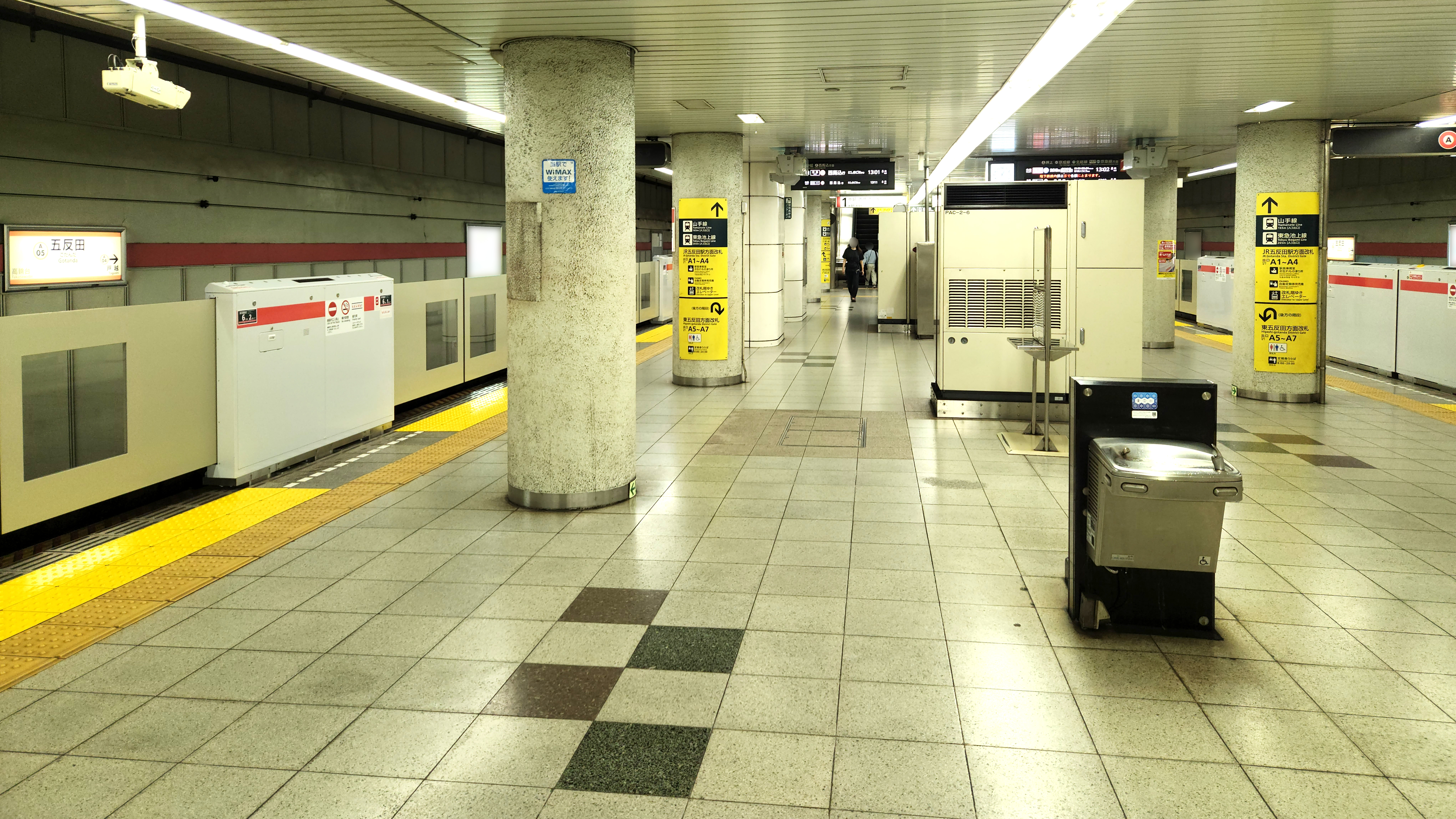
淺草線月台（2023年8月19日）

## 利用狀況
- JR東日本 - 2023年度1日平均上車人次為107,639人[JR 1]。
該公司車站中次於柏站位居第26位。
- 東急電鐵 - 2023年度1日平均上下車人次為93,047人[東急 1]。
池上線內排名第1位。
- 都營地下鐵 - 2023年度1日平均上下車人次為56,569人（上車人次28,122人、下車人次28,447人）[都交 1]。
淺草線全部20個車站當中次於東銀座站名列第9位。

### 各年度1日平均上下車人次
各年度1日平均上下車人次如下表（JR除外）。
| 年度               | 東京急行電鐵/東急電鐵 | 東京急行電鐵/東急電鐵 | 都營地下鐵         | 都營地下鐵 |
| 年度               | 1日平均 上下車人次    | 增長率                | 1日平均 上下車人次 | 增長率     |
| ------------------ | --------------------- | --------------------- | ------------------ | ---------- |
| 2002年（平成14年） | 105,900               |                       | 61,166             |            |
| 2003年（平成15年） | 104,386               | −1.4%                 | 59,447             | −2.8%      |
| 2004年（平成16年） | 102,834               | −1.5%                 | 58,031             | −2.4%      |
| 2005年（平成17年） | 101,969               | −0.8%                 | 58,486             | 0.8%       |
| 2006年（平成18年） | 103,235               | 1.2%                  | 59,991             | 2.6%       |
| 2007年（平成19年） | 103,334               | 0.1%                  | 61,393             | 2.3%       |
| 2008年（平成20年） | 104,139               | 0.8%                  | 62,023             | 1.0%       |
| 2009年（平成21年） | 102,895               | −1.2%                 | 61,283             | −1.2%      |
| 2010年（平成22年） | 102,101               | −0.8%                 | 60,902             | −0.6%      |
| 2011年（平成23年） | 101,904               | −0.2%                 | 59,941             | −1.6%      |
| 2012年（平成24年） | 105,167               | 3.2%                  | 62,834             | 4.8%       |
| 2013年（平成25年） | 108,025               | 2.7%                  | 64,302             | 2.3%       |
| 2014年（平成26年） | 107,444               | −0.5%                 | 65,003             | 1.1%       |
| 2015年（平成27年） | 109,071               | 1.5%                  | 66,689             | 2.6%       |
| 2016年（平成28年） | 111,176               | 1.9%                  | 68,341             | 2.4%       |
| 2017年（平成29年） | 113,193               | 1.8%                  | 70,376             | 2.9%       |
| 2018年（平成30年） | 115,363               | 1.9%                  | 71,269             | 1.3%       |
| 2019年（令和元年） | 114,900               | −0.4%                 |                    |            |
| 2020年（令和02年） | 78,253                | −31.9%                | 47,946             | −32.5%     |
| 2021年（令和03年） | 82,403                | 5.3%                  | 48,571             | 1.3%       |
| 2022年（令和04年） | 88,798                | 7.8%                  | 52,651             | 8.4%       |
| 2023年（令和05年） | 93,047                | 4.8%                  | 56,569             | 7.4%       |

### 各年度1日平均上車人次（1910年代－1930年代）
各年度1日平均上車人次如下表。
| 年度               | 日本鐵道 / 國鐵 | 池上電氣鐵道 | 來源              |
| ------------------ | --------------- | ------------ | ----------------- |
| 1911年（明治44年） | 745             | 未開業       | [ 東京府統計 1 ]  |
| 1912年（大正元年） | 993             | 未開業       | [ 東京府統計 2 ]  |
| 1913年（大正02年） | 1,168           | 未開業       | [ 東京府統計 3 ]  |
| 1914年（大正03年） | 1,176           | 未開業       | [ 東京府統計 4 ]  |
| 1915年（大正04年） | 1,251           | 未開業       | [ 東京府統計 5 ]  |
| 1916年（大正05年） | 1,709           | 未開業       | [ 東京府統計 6 ]  |
| 1919年（大正08年） | 4,751           | 未開業       | [ 東京府統計 7 ]  |
| 1920年（大正09年） | 6,158           | 未開業       | [ 東京府統計 8 ]  |
| 1922年（大正11年） | 9,836           | 未開業       | [ 東京府統計 9 ]  |
| 1923年（大正12年） | 11,419          | 未開業       | [ 東京府統計 10 ] |
| 1924年（大正13年） | 13,239          | 未開業       | [ 東京府統計 11 ] |
| 1925年（大正14年） | 13,711          | 未開業       | [ 東京府統計 12 ] |
| 1926年（昭和元年） | 13,023          | 未開業       | [ 東京府統計 13 ] |
| 1927年（昭和02年） | 14,344          | 未開業       | [ 東京府統計 14 ] |
| 1928年（昭和03年） | 16,398          | 3,664        | [ 東京府統計 15 ] |
| 1929年（昭和04年） | 16,253          | 9,192        | [ 東京府統計 16 ] |
| 1930年（昭和05年） | 16,049          | 10,733       | [ 東京府統計 17 ] |
| 1931年（昭和06年） | 15,697          | 10,441       | [ 東京府統計 18 ] |
| 1932年（昭和07年） | 15,916          | 5,243        | [ 東京府統計 19 ] |
| 1933年（昭和08年） | 14,831          | 11,464       | [ 東京府統計 20 ] |
| 1934年（昭和09年） | 15,942          | 11,997       | [ 東京府統計 21 ] |
| 1935年（昭和10年） | 16,869          | 13,000       | [ 東京府統計 22 ] |

### 各年度1日平均上車人次（1953年－2000年）
| 年度               | 國鐵 / JR東日本 | 東京急行電鐵 | 都營地下鐵 | 來源              |
| ------------------ | --------------- | ------------ | ---------- | ----------------- |
| 1953年（昭和28年） | 31,261          |              | 未開業     | [ 東京都統計 1 ]  |
| 1954年（昭和29年） | 32,610          |              | 未開業     | [ 東京都統計 2 ]  |
| 1955年（昭和30年） | 34,142          |              | 未開業     | [ 東京都統計 3 ]  |
| 1956年（昭和31年） | 35,885          | 44,066       | 未開業     | [ 東京都統計 4 ]  |
| 1957年（昭和32年） | 39,048          | 47,596       | 未開業     | [ 東京都統計 5 ]  |
| 1958年（昭和33年） | 39,514          | 49,001       | 未開業     | [ 東京都統計 6 ]  |
| 1959年（昭和34年） | 44,268          | 50,668       | 未開業     | [ 東京都統計 7 ]  |
| 1960年（昭和35年） | 46,788          | 52,470       | 未開業     | [ 東京都統計 8 ]  |
| 1961年（昭和36年） | 47,429          | 54,868       | 未開業     | [ 東京都統計 9 ]  |
| 1962年（昭和37年） | 51,127          | 56,782       | 未開業     | [ 東京都統計 10 ] |
| 1963年（昭和38年） | 54,315          | 57,939       | 未開業     | [ 東京都統計 11 ] |
| 1964年（昭和39年） | 56,999          | 59,227       | 未開業     | [ 東京都統計 12 ] |
| 1965年（昭和40年） | 58,448          | 59,116       | 未開業     | [ 東京都統計 13 ] |
| 1966年（昭和41年） | 60,728          | 58,137       | 未開業     | [ 東京都統計 14 ] |
| 1967年（昭和42年） | 60,906          | 58,106       | 未開業     | [ 東京都統計 15 ] |
| 1968年（昭和43年） | 61,264          | 56,028       | 12,432     | [ 東京都統計 16 ] |
| 1969年（昭和44年） | 63,102          | 52,903       | 17,291     | [ 東京都統計 17 ] |
| 1970年（昭和45年） | 65,230          | 52,008       | 21,182     | [ 東京都統計 18 ] |
| 1971年（昭和46年） | 105,628         | 51,019       | 24,380     | [ 東京都統計 19 ] |
| 1972年（昭和47年） | 110,696         | 51,863       | 25,907     | [ 東京都統計 20 ] |
| 1973年（昭和48年） | 111,164         | 52,570       | 25,279     | [ 東京都統計 21 ] |
| 1974年（昭和49年） | 112,315         | 52,307       | 26,381     | [ 東京都統計 22 ] |
| 1975年（昭和50年） | 110,265         | 51,117       | 26,612     | [ 東京都統計 23 ] |
| 1976年（昭和51年） | 111,989         | 49,819       | 27,488     | [ 東京都統計 24 ] |
| 1977年（昭和52年） | 109,737         | 49,830       | 27,751     | [ 東京都統計 25 ] |
| 1978年（昭和53年） | 108,290         | 49,395       | 26,488     | [ 東京都統計 26 ] |
| 1979年（昭和54年） | 107,366         | 48,964       | 25,667     | [ 東京都統計 27 ] |
| 1980年（昭和55年） | 103,438         | 49,403       | 26,436     | [ 東京都統計 28 ] |
| 1981年（昭和56年） | 108,715         | 49,137       | 26,318     | [ 東京都統計 29 ] |
| 1982年（昭和57年） | 110,068         | 48,819       | 26,318     | [ 東京都統計 30 ] |
| 1983年（昭和58年） | 109,956         | 48,577       | 26,708     | [ 東京都統計 31 ] |
| 1984年（昭和59年） | 114,447         | 49,959       | 27,419     | [ 東京都統計 32 ] |
| 1985年（昭和60年） | 117,058         | 50,784       | 27,614     | [ 東京都統計 33 ] |
| 1986年（昭和61年） | 121,827         | 51,710       | 28,693     | [ 東京都統計 34 ] |
| 1987年（昭和62年） | 117,530         | 51,910       | 29,172     | [ 東京都統計 35 ] |
| 1988年（昭和63年） | 126,709         | 51,945       | 29,973     | [ 東京都統計 36 ] |
| 1989年（平成元年） | 131,164         | 52,241       | 30,819     | [ 東京都統計 37 ] |
| 1990年（平成02年） | 137,378         | 54,361       | 31,928     | [ 東京都統計 38 ] |
| 1991年（平成03年） | 140,724         | 55,555       | 33,341     | [ 東京都統計 39 ] |
| 1992年（平成04年） | 139,899         | 54,394       | 27,493     | [ 東京都統計 40 ] |
| 1993年（平成05年） | 137,655         | 54,085       | 32,890     | [ 東京都統計 41 ] |
| 1994年（平成06年） | 134,592         | 53,211       | 32,373     | [ 東京都統計 42 ] |
| 1995年（平成07年） | 133,735         | 53,112       | 31,784     | [ 東京都統計 43 ] |
| 1996年（平成08年） | 135,718         | 53,148       | 32,153     | [ 東京都統計 44 ] |
| 1997年（平成09年） | 134,332         | 52,877       | 32,110     | [ 東京都統計 45 ] |
| 1998年（平成10年） | 132,718         | 52,337       | 31,970     | [ 東京都統計 46 ] |
| 1999年（平成11年） | 133,202         | 52,025       | 31,507     | [ 東京都統計 47 ] |
| 2000年（平成12年） | 132,411         | 51,844       | 30,726     | [ 東京都統計 48 ] |

### 各年度1日平均上車人次（2001年以後）
| 年度               | JR東日本 | 東京急行電鐵 | 都營地下鐵 | 來源              |
| ------------------ | -------- | ------------ | ---------- | ----------------- |
| 2001年（平成13年） | 128,876  | 51,375       | 29,559     | [ 東京都統計 49 ] |
| 2002年（平成14年） | 128,260  | 50,871       | 29,636     | [ 東京都統計 50 ] |
| 2003年（平成15年） | 126,269  | 50,296       | 28,879     | [ 東京都統計 51 ] |
| 2004年（平成16年） | 124,967  | 49,096       | 28,164     | [ 東京都統計 52 ] |
| 2005年（平成17年） | 126,137  | 48,915       | 28,389     | [ 東京都統計 53 ] |
| 2006年（平成18年） | 129,354  | 49,578       | 29,118     | [ 東京都統計 54 ] |
| 2007年（平成19年） | 134,324  | 50,315       | 30,170     | [ 東京都統計 55 ] |
| 2008年（平成20年） | 134,512  | 50,907       | 30,562     | [ 東京都統計 56 ] |
| 2009年（平成21年） | 132,176  | 50,441       | 30,208     | [ 東京都統計 57 ] |
| 2010年（平成22年） | 129,154  | 50,173       | 30,067     | [ 東京都統計 58 ] |
| 2011年（平成23年） | 127,996  | 50,273       | 29,640     | [ 東京都統計 59 ] |
| 2012年（平成24年） | 130,633  | 51,724       | 30,976     | [ 東京都統計 60 ] |
| 2013年（平成25年） | 132,524  | 53,367       | 31,687     | [ 東京都統計 61 ] |
| 2014年（平成26年） | 132,617  | 53,263       | 32,146     | [ 東京都統計 62 ] |
| 2015年（平成27年） | 133,814  | 54,238       | 32,949     | [ 東京都統計 63 ] |
| 2016年（平成28年） | 136,045  | 55,216       | 33,764     | [ 東京都統計 64 ] |
| 2017年（平成29年） | 139,030  | 56,321       | 34,823     | [ 東京都統計 65 ] |
| 2018年（平成30年） | 141,351  | 57,444       | 35,290     | [ 東京都統計 66 ] |
| 2019年（令和元年） | 140,265  |              |            |                   |
| 2020年（令和02年） | 92,254   |              | 23,790     | [ 都交 2 ]        |
| 2021年（令和03年） | 93,684   |              | 24,097     | [ 都交 3 ]        |
| 2022年（令和04年） | 102,487  |              | 26,117     | [ 都交 4 ]        |
| 2023年（令和05年） | 107,639  |              | 28,122     | [ 都交 1 ]        |

備註
1. ↑  1911年10月15日開業。開業日起至1912年3月31日合計168日間資料。
2. ↑  1928年6月17日開業。開業日起至1929年3月31日合計288日間資料。
3. ↑  1968年11月15日開業。開業日至1969年3月31日為止共計137日間的統計資料。

## 巴士路線
最近的巴士站是站前巴士總站的「五反田站」。以下路線由東京都交通局、東急巴士運行。

### 東口
- 4號乘車處
  - 反01系統：經中延站前、多摩川大橋（日语：多摩川大橋）往川崎站西口北（東急）[19]
  - 反02系統：經中延站前往池上警察署（日语：池上警察署）（東急）[19]
- 5號乘車處
  - 反94系統：經高輪台站、麻布十番站往赤羽橋站（都營）[18]
- 6號乘車處
  - 反96系統：經品川站高輪口、麻布十番站往六本木之丘（都營）[18]

### 西口
- 7號乘車處
  - 渋72系統：經目黑不動尊（日语：瀧泉寺）、惠比壽站往澀谷站東口（東急）[19]
- 8號乘車處
  - 反11系統：經武藏小山站、學藝大學站往世田谷區民會館（日语：世田谷区役所）、弦卷營業所（日语：東急バス弦巻営業所）（東急）[19]
- 9號乘車處
  - 往東京批發中心（日语：TOCビル）（接駁巴士）[20]

## 相鄰車站
東日本旅客鐵道
 山手線
大崎（JY 24）－五反田（JY 23）－目黑（JY 22）
 東急電鐵
 池上線
五反田（IK01）－大崎廣小路（IK02）
 都營地下鐵
 淺草線
戶越（A 04）－五反田（A 05）－高輪台（A 06）

### 來源
東急電鐵1日平均使用人數
1. 1 2 3  . 東急電鉄.   [2024-06-08].
2. ↑  . 東急電鉄.   [2023-11-03].
3. ↑  . 東急電鉄.   [2023-11-03].

東京都交通局 各站乘降人數
1. 1 2 3 4  .  (PDF) (报告). 東京都交通局.   [2025-01-29]. （原始内容 (PDF)存档于2025-01-25）.
2. 1 2  .  (PDF) (报告). 東京都交通局.   [2025-01-29]. （原始内容 (PDF)存档于2022-07-22）.
3. 1 2  .  (PDF) (报告). 東京都交通局.   [2025-01-29]. （原始内容 (PDF)存档于2023-11-03）.
4. 1 2  .  (PDF) (报告). 東京都交通局.   [2023-11-03]. （原始内容 (PDF)存档于2023-11-03）.

JR、私鐵、地下鐵1日平均使用人數
JR東日本1999年度以後上車人次
1. 1 2  各駅の乗車人員（2023年度） - JR東日本
2. ↑  各駅の乗車人員（1999年度） （页面存档备份，存于） - JR東日本
3. ↑  各駅の乗車人員（2000年度） （页面存档备份，存于） - JR東日本
4. ↑  各駅の乗車人員（2001年度） （页面存档备份，存于） - JR東日本
5. ↑  各駅の乗車人員（2002年度） （页面存档备份，存于） - JR東日本
6. ↑  各駅の乗車人員（2003年度） （页面存档备份，存于） - JR東日本
7. ↑  各駅の乗車人員（2004年度） （页面存档备份，存于） - JR東日本
8. ↑  各駅の乗車人員（2005年度） （页面存档备份，存于） - JR東日本
9. ↑  各駅の乗車人員（2006年度） （页面存档备份，存于） - JR東日本
10. ↑  各駅の乗車人員（2007年度） （页面存档备份，存于） - JR東日本
11. ↑  各駅の乗車人員（2008年度） （页面存档备份，存于） - JR東日本
12. ↑  各駅の乗車人員（2009年度） （页面存档备份，存于） - JR東日本
13. ↑  各駅の乗車人員（2010年度） （页面存档备份，存于） - JR東日本
14. ↑  各駅の乗車人員（2011年度） （页面存档备份，存于） - JR東日本
15. ↑  各駅の乗車人員（2012年度） （页面存档备份，存于） - JR東日本
16. ↑  各駅の乗車人員（2013年度） （页面存档备份，存于） - JR東日本
17. ↑  各駅の乗車人員（2014年度） （页面存档备份，存于） - JR東日本
18. ↑  各駅の乗車人員（2015年度） （页面存档备份，存于） - JR東日本
19. ↑  各駅の乗車人員（2016年度） （页面存档备份，存于） - JR東日本
20. ↑  各駅の乗車人員（2017年度） （页面存档备份，存于） - JR東日本
21. ↑  各駅の乗車人員（2018年度） （页面存档备份，存于） - JR東日本
22. ↑  各駅の乗車人員（2019年度） （页面存档备份，存于） - JR東日本
23. ↑  各駅の乗車人員（2020年度） - JR東日本
24. ↑  各駅の乗車人員（2021年度） - JR東日本
25. ↑  各駅の乗車人員（2022年度） - JR東日本

JR、私鐵、地下鐵統資料
1. ↑  レポート - 関東交通広告協議会
2. 1 2 3  品川区の統計 （页面存档备份，存于） - 品川区

東京府統計書
1. ↑  .   [2019-02-03]. （原始内容存档于2019-02-21）.
2. ↑  .   [2019-02-03]. （原始内容存档于2019-02-21）.
3. ↑  .   [2019-02-03]. （原始内容存档于2021-12-15）.
4. ↑  .   [2019-02-03]. （原始内容存档于2019-02-21）.
5. ↑  .   [2019-02-03]. （原始内容存档于2019-02-21）.
6. ↑  .   [2019-02-03]. （原始内容存档于2021-12-15）.
7. ↑  .   [2019-02-03]. （原始内容存档于2021-12-16）.
8. ↑  .   [2019-02-03]. （原始内容存档于2021-12-16）.
9. ↑  .   [2019-02-03]. （原始内容存档于2020-06-07）.
10. ↑  .   [2019-02-03]. （原始内容存档于2019-02-21）.
11. ↑  .   [2019-02-03]. （原始内容存档于2019-02-21）.
12. ↑  .   [2019-02-03]. （原始内容存档于2019-02-21）.
13. ↑  .   [2019-02-03]. （原始内容存档于2019-02-21）.
14. ↑  .   [2019-02-03]. （原始内容存档于2020-06-07）.
15. ↑  .   [2019-02-03]. （原始内容存档于2019-02-20）.
16. ↑  .   [2019-02-03]. （原始内容存档于2019-02-20）.
17. ↑  .   [2019-02-03]. （原始内容存档于2019-02-20）.
18. ↑  .   [2019-02-03]. （原始内容存档于2019-02-20）.
19. ↑  .   [2019-02-03]. （原始内容存档于2019-02-20）.
20. ↑  .   [2019-02-03]. （原始内容存档于2019-02-19）.
21. ↑  .   [2019-02-03]. （原始内容存档于2019-02-19）.
22. ↑  .   [2019-02-03]. （原始内容存档于2019-02-19）.

東京都統計年鑑
1. ↑  昭和28年PDF - 13ページ
2. ↑  昭和29年PDF - 10ページ
3. ↑  昭和30年PDF - 10ページ
4. ↑  昭和31年PDF
5. ↑  昭和32年PDF
6. ↑  昭和33年PDF
7. ↑  .   [2017-06-04]. （原始内容存档于2016-03-05）.
8. ↑  .   [2017-06-04]. （原始内容存档于2016-03-05）.
9. ↑  .   [2017-06-04]. （原始内容存档于2015-06-29）.
10. ↑  .   [2017-06-04]. （原始内容存档于2015-06-29）.
11. ↑  .   [2017-06-04]. （原始内容存档于2015-06-29）.
12. ↑  .   [2017-06-04]. （原始内容存档于2015-06-29）.
13. ↑  .   [2017-06-04]. （原始内容存档于2016-03-05）.
14. ↑  .   [2017-06-04]. （原始内容存档于2016-03-05）.
15. ↑  .   [2017-06-04]. （原始内容存档于2016-03-05）.
16. ↑  .   [2017-06-04]. （原始内容存档于2016-03-05）.
17. ↑  .   [2017-06-04]. （原始内容存档于2016-03-05）.
18. ↑  .   [2017-06-04]. （原始内容存档于2016-03-05）.
19. ↑  .   [2017-06-04]. （原始内容存档于2015-06-29）.
20. ↑  .   [2017-06-04]. （原始内容存档于2015-06-29）.
21. ↑  .   [2017-06-04]. （原始内容存档于2015-06-29）.
22. ↑  .   [2017-06-04]. （原始内容存档于2016-03-05）.
23. ↑  .   [2017-06-04]. （原始内容存档于2016-06-02）.
24. ↑  .   [2017-06-04]. （原始内容存档于2015-06-29）.
25. ↑  .   [2017-06-04]. （原始内容存档于2016-03-05）.
26. ↑  .   [2017-06-04]. （原始内容存档于2015-06-29）.
27. ↑  .   [2017-06-04]. （原始内容存档于2016-03-05）.
28. ↑  .   [2017-06-04]. （原始内容存档于2016-03-05）.
29. ↑  .   [2017-06-04]. （原始内容存档于2016-03-05）.
30. ↑  .   [2017-06-04]. （原始内容存档于2015-06-29）.
31. ↑  .   [2017-06-04]. （原始内容存档于2015-06-29）.
32. ↑  .   [2017-06-04]. （原始内容存档于2015-06-29）.
33. ↑  .   [2017-06-04]. （原始内容存档于2016-03-05）.
34. ↑  .   [2017-06-04]. （原始内容存档于2016-03-05）.
35. ↑  .   [2017-06-04]. （原始内容存档于2015-06-29）.
36. ↑  .   [2017-06-04]. （原始内容存档于2016-03-05）.
37. ↑  .   [2017-06-04]. （原始内容存档于2016-03-05）.
38. ↑  .   [2017-06-04]. （原始内容存档于2016-03-05）.
39. ↑  .   [2017-06-04]. （原始内容存档于2016-03-05）.
40. ↑  平成4年
41. ↑  平成5年
42. ↑  平成6年
43. ↑  平成7年
44. ↑  平成8年
45. ↑  .   [2017-06-04]. （原始内容存档于2016-03-04）.
46. ↑  平成10年PDF
47. ↑  平成11年PDF
48. ↑  .   [2017-06-04]. （原始内容存档于2016-03-04）.
49. ↑  .   [2017-06-04]. （原始内容存档于2016-03-04）.
50. ↑  .   [2017-06-04]. （原始内容存档于2017-07-29）.
51. ↑  .   [2017-06-04]. （原始内容存档于2017-07-29）.
52. ↑  .   [2017-06-04]. （原始内容存档于2017-07-29）.
53. ↑  .   [2017-06-04]. （原始内容存档于2017-07-29）.
54. ↑  .   [2017-06-04]. （原始内容存档于2017-07-29）.
55. ↑  .   [2017-06-04]. （原始内容存档于2017-07-29）.
56. ↑  .   [2017-06-04]. （原始内容存档于2017-07-29）.
57. ↑  .   [2017-06-04]. （原始内容存档于2016-03-26）.
58. ↑  .   [2017-06-04]. （原始内容存档于2016-03-27）.
59. ↑  .   [2017-06-04]. （原始内容存档于2016-03-25）.
60. ↑  .   [2017-06-04]. （原始内容存档于2016-03-27）.
61. ↑  .   [2017-06-04]. （原始内容存档于2016-03-22）.
62. ↑  .   [2017-06-04]. （原始内容存档于2017-07-30）.
63. ↑  .   [2017-06-04]. （原始内容存档于2018-11-09）.
64. ↑  .   [2018-10-22]. （原始内容存档于2019-05-02）.
65. ↑  .   [2020-07-28]. （原始内容存档于2019-12-03）.
66. ↑  .   [2020-07-28]. （原始内容存档于2020-08-04）.

## 外部連結
- 車站資訊（五反田）：東日本旅客鐵道
- 五反田站（各站資訊） - 東急電鐵
- 五反田 - 東京都交通局